# Кашуровка
Кашуровка — деревня в Белинском районе Пензенской области России. Входит в состав Волчковского сельсовета.

## География
Расположено в 4 км к северу от села Волчково, на р. Малый Чембар.

## Население
| 2010 |
| ---- |
| 47   |

## История
Основана в начале 19 в. Входила в состав Мачинской волости Чембарского уезда. После революции в составе Шелалейского сельсовета. Колхоз «Родина Белинского».